# Saint-Pantaléon-les-Vignes
Saint-Pantaléon-les-Vignes ist eine Gemeinde mit 400 Einwohnern (Stand 1. Januar 2022) in Südfrankreich im Département Drôme in der Region Auvergne-Rhône-Alpes. Sie befindet sich etwa 25 km südöstlich von Montélimar.
Die Rebflächen des Ortes liegen im Weinbaugebiet des südlichen Rhônetals. Die Weine dürfen unter den Herkunftsbezeichnungen Côtes du Rhône sowie der qualitativ strikteren Côtes du Rhône Villages vermarktet werden.
Das Wappen der Gemeinde zeigt die Hinrichtung des christlichen Heiligen Pantaleon.

## Weblinks

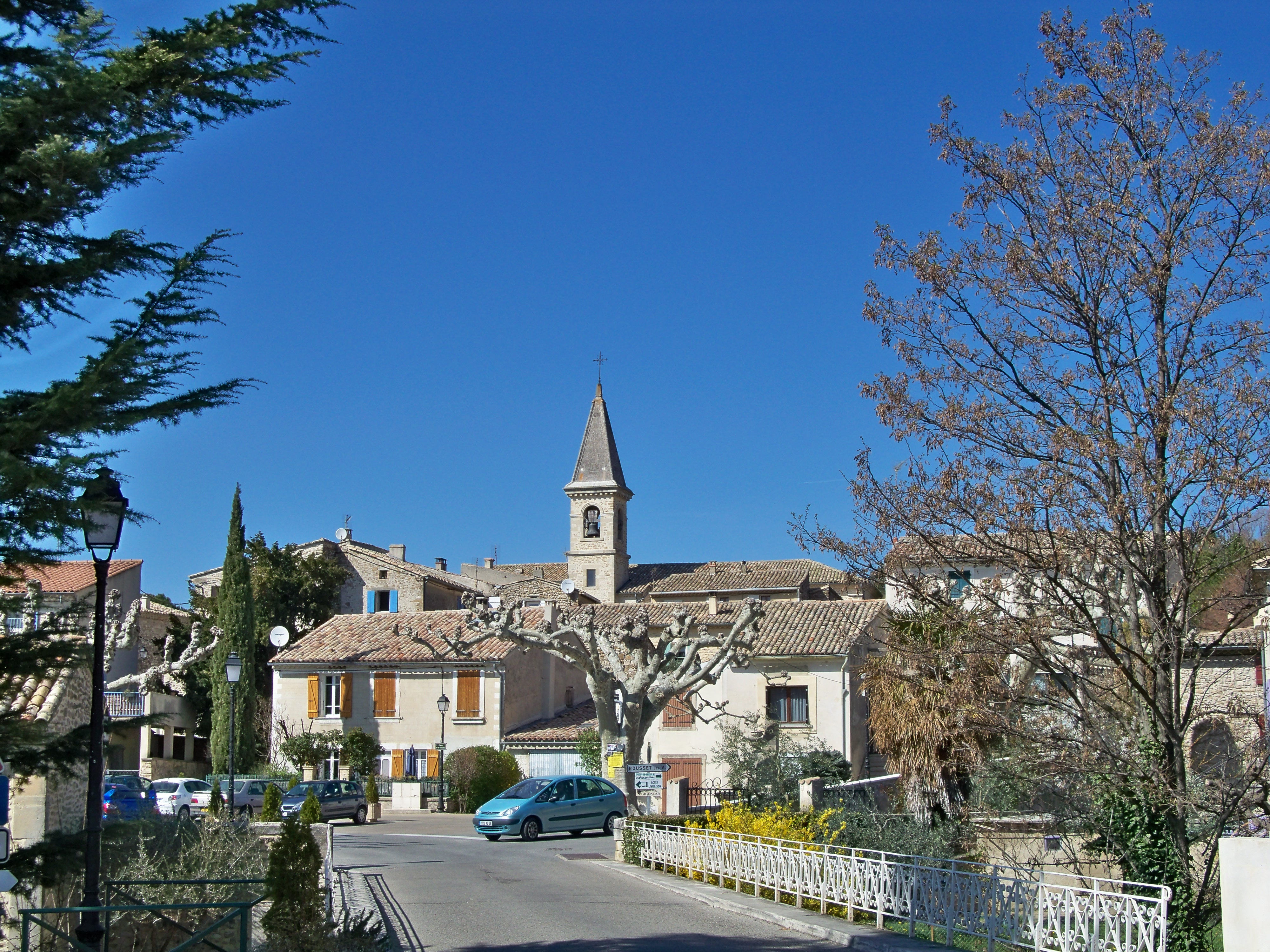
Blick auf Saint-Pantaléon-les-Vignes

## Bevölkerungsentwicklung
| Jahr                       | 1962 | 1968 | 1975 | 1982 | 1990 | 1999 | 2005 | 2016 |
| -------------------------- | ---- | ---- | ---- | ---- | ---- | ---- | ---- | ---- |
| Einwohner                  | 215  | 234  | 259  | 287  | 319  | 305  | 321  | 445  |
| Quellen: Cassini und INSEE |      |      |      |      |      |      |      |      |